# 와 (아이스크림)
와(영어: WWWA)는 롯데웰푸드에서 생산하는 샤베트형 아이스크림이다. 출시는 2000년 9월 10일에 바닐라 맛부터 시작하였다.
유사 제품으로 일본의 원조제품인 소(爽)가 있다(1999년4월 판매개시).

## 현재 판매되고 있는 맛
- 바닐라 맛: 2010년 12월 10일에 단종되었지만 2013년 5월 11일에 재출시하였다.[1]
- 딸기 맛: 2001년 7월 3일에 출시하였다. 2006년 10월 28일에 단종되었지만 2016년 6월 3일에 재출시하였다.(일부 판매)
- 멜론 & 크림 맛: 2013년 5월 29일에 출시하였다.
- 감귤 맛: 2015년 1월 21일에 출시하였다.
- 수박 맛: 2019년 6월에 출시하였다.
- 배 맛: 2020년 5월에 출시하였다.
- 사과 맛: 2021년 5월에 출시하였다.
- 포도 맛: 2021년 6월에 출시하였다.

## 단종된 맛
- 초코 맛: 2002년 7월 12일에 출시되었지만 2003년 12월 10일에 단종되었다.
- 망고 맛: 2003년 8월 10일에 출시되었지만 2005년 3월 30일에 단종되었다.
- 블루베리 맛: 2005년 4월 21일에 출시되었지만 2006년 10월 28일에 단종되었다.
- 팥 맛: 2005년 12월 23일에 출시되었지만 2006년 10월 28일에 단종되었다.
- 커피 맛: 2007년 10월 16일에 출시되었지만 2008년 12월 10일에 단종되었다.

## 기타
- 이 제품을 많이 놓을 경우 시끄럽다는 반응이 생긴 적 있다.[2]

## 같이 보기
- 셔벗
- 아이스크림
- 소
- 롯데제과